# Duomo di Nepi
La chiesa di Santa Maria Assunta è il duomo di Nepi, e concattedrale della diocesi di Civita Castellana.

## Storia
La Basilica Concattedrale di Santa Maria Assunta, o più semplicemente il "Duomo". Secondo un'antica tradizione sorgerebbe nel luogo un tempo occupato dal tempio pagano dedicato a Giove. Vero è che nelle adiacenze si trovava il foro di epoca romana. Scavi condotti nell'area dell'ex Vescovado, attiguo alla cattedrale stessa, hanno attestato il persistere del carattere socio-religioso di questa parte di città in questi ultimi due millenni di storia. Un primo edificio di culto era già presente nel V secolo. Saccheggiato e distrutto nel 568 durante le guerre tra Longobardi e Bizantini, era di nuovo funzionante nel IX secolo. Ingrandita e abbellita nell'XI e XII secolo, si arricchisce in questo periodo della splendida cripta. Illustri Vescovi di questa Cattedrale sono stati San Pio V (1556/61) e San Carlo Borromeo (1564), Amministratore Apostolico della Diocesi di Nepi e Sutri. Tra il 1680 e il 1752, vengono aggiunte la IV e la V navata. Il 2 dicembre 1798 l'edificio viene incendiato dalle truppe Napoleoniche. Ricostruita nuovamente tra il 1818 e il 1840.

## Descrizione

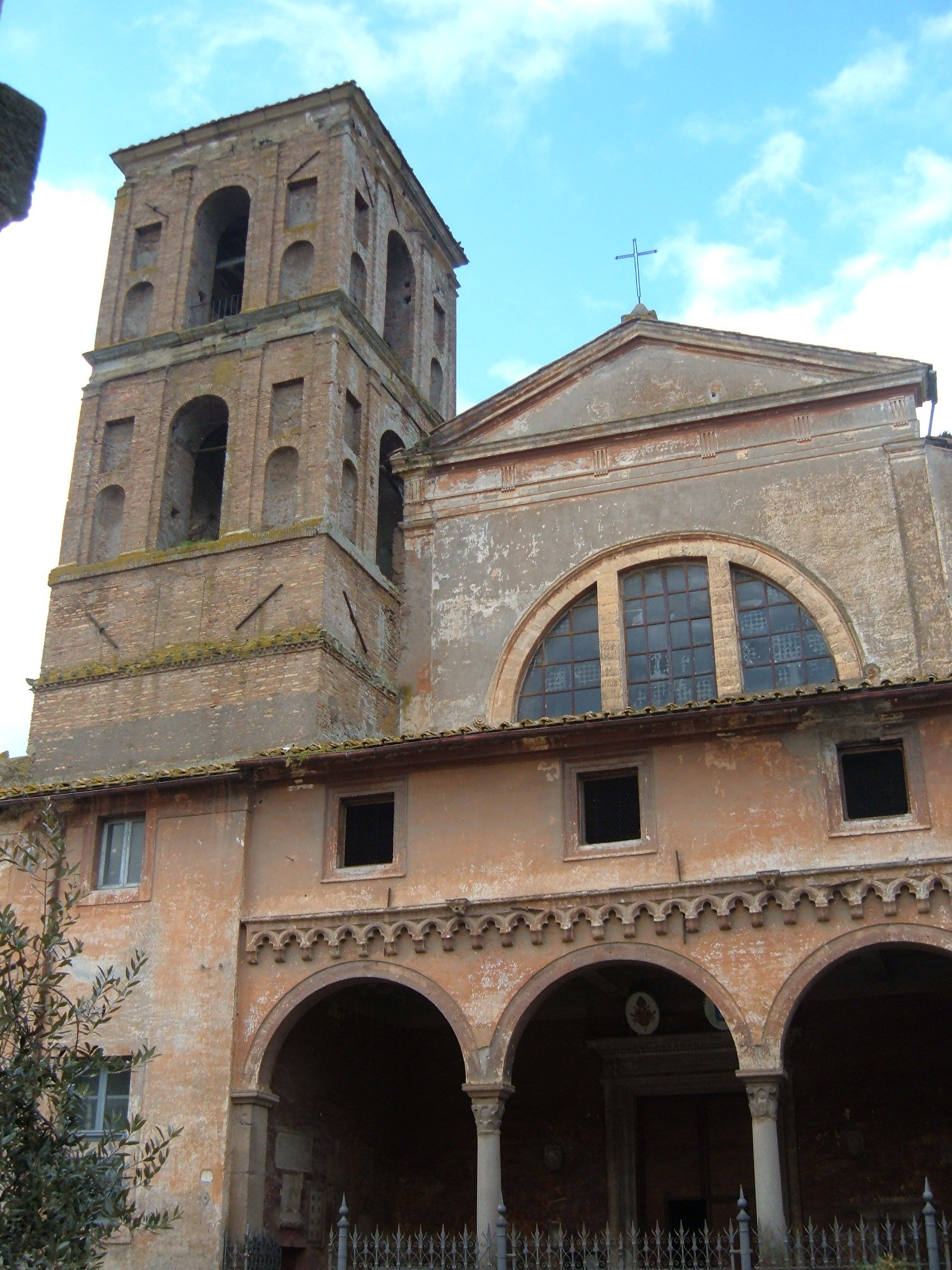
Facciata della Basilica Concattedrale di Santa Maria Assunta.

### Il Portico
Costruito alla fine del XV secolo, originariamente si estendeva su due terzi della facciata principale e su parte del fianco sud dell'edificio, lungo la via del Corso. Durante i rifacimenti del XIX secolo, furono mantenuti visibili solamente i fornici corrispondenti all'ingresso principale. Oggi esso è costituito da tre archi a tutto sesto con due colonne di granito. Il cornicione, posto un tempo appena sotto la coperture, successivamente rialzate, mostra motivi tardogotici. Nelle pareti del portico sono murati frammenti marmorei di epoche diverse, tra cui: lapidi, un frammento del primitivo pavimento cosmatesco (del 1266) in opus alexandrinum, un cippo di epoca romana, un sarcofago di età imperiale con scene della caduta di Fetonte. Rimarchevole l'epigrafe riportante il primo patto comunale di Nepi, risalente all'anno 1131.

### L'interno

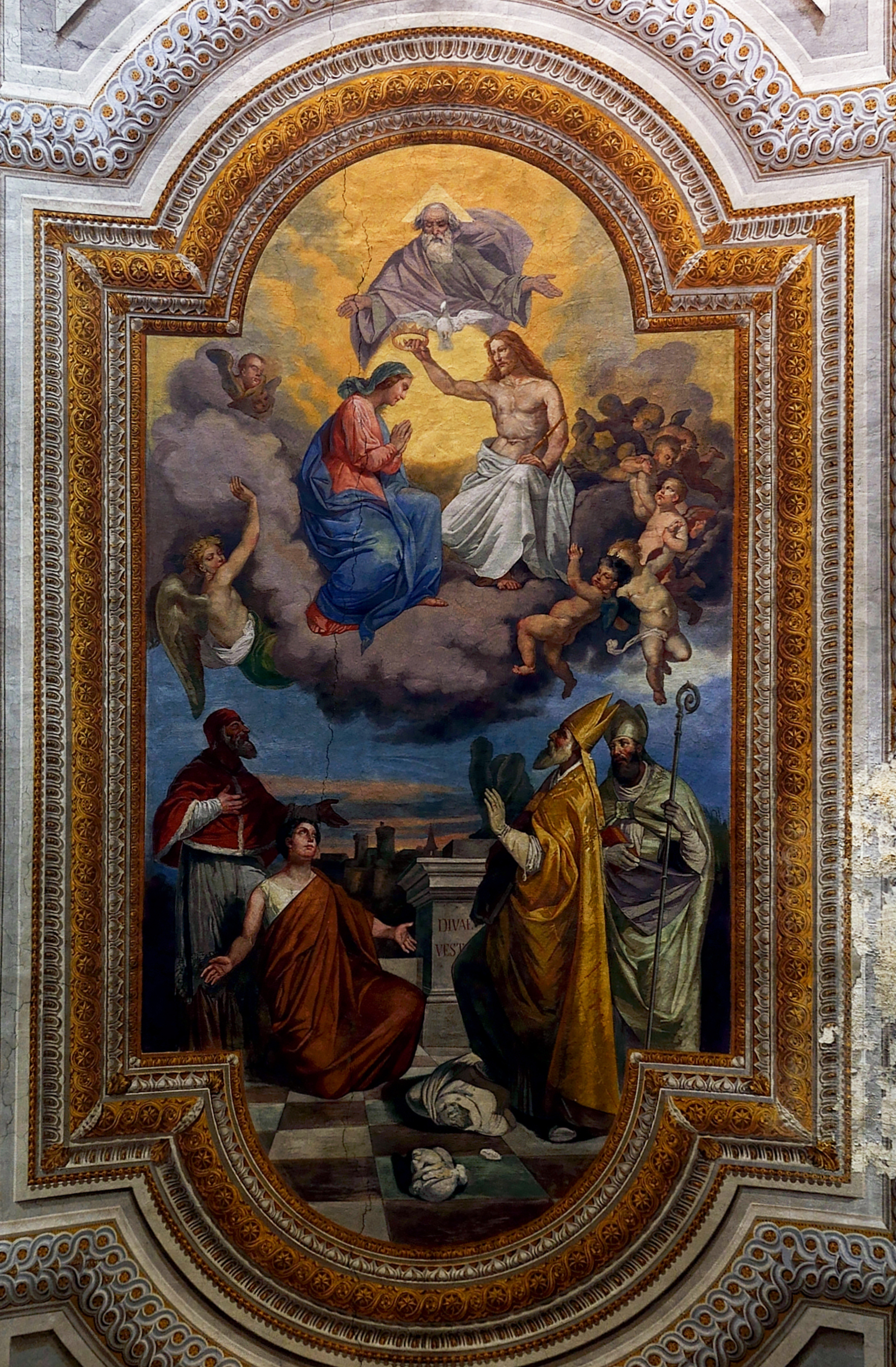
Volta della navata principale: L'incoronazione di Maria con i santi Pio V, Savinilla, Tolomeo e Romano. Affresco di Domenico Torti, metà del XIX secolo

L'interno si presenta a pianta basilicale, con le sue ampie cinque navate divise da pilastri. Un alto presbiterio, si innalza al di sopra della cripta. Il pavimento, risale al 1901. Sontuoso e suggestivo è l'interno, ricco di affreschi realizzati da Domenico Torti e dal Di Mauro (seconda metà del XIX secolo), raffiguranti episodi della vita di Maria Vergine. Nella volta invece è raffigurata la Incoronazione di Maria fra Santi, fra cui san Pio V, che fu vescovo di Nepi, I Santi patroni Tolomeo e Romano e Santa Savinilla. Murata accanto alla porta d'ingresso, la lapide della consacrazione dell'edificio, risalente al 1266. Nel secondo altare della navata sinistra, il pregevole crocifisso ligneo del 1532/33 di Antonius Ispanus.

### Il presbiterio
Il presbiterio absidato è dominato dal gioco prospettico della finta cupola, ove sono rappresentati personaggi della famiglia di Maria di Nazareth (i santi Anna, Gioacchino, Elisabetta, Giuseppe, Zaccaria, Maria di Cleofe, Giovanni Battista), profeti veterotestamentari connessi con le loro profezie alla figura della Madre di Gesù (Isaia, Mosé, Davide ed Ezechiele) e decorazioni legate alla simbologia mariana. Nel catino absidale è raffigurata la Gloria di Maria assunta in cielo. Al di sopra del coro ligneo vi sono affreschi del Torti con episodi della vita dei Santi Patroni della Città Romano e Tolomeo, vescovi e martiri a Nepi. 
Sulla parete del braccio nord del transetto è il Trittico del Santissimo Salvatore opera del fiorentino Domenico Cresti, detto il Passignano e databile al secondo decennio del Seicento: nella parte centrale, il monumentale Cristo benedicente regge con la mano sinistra il libro con la scritta "Ego sum via veritas et vita". Nella parte superiore dei due sportelli laterali è la scena dell'Annunciazione dell'Angelo Gabriele a Maria. 
Nelle due sottostanti nicchie prospettiche sono raffigurati in abiti pontificali a sinistra San Tolomeo e a destra San Romano, i due santi vescovi e martiri protettori della città di Nepi, in cui probabilmente sono ritratti rispettivamente il pontefice Paolo III Farnese e il Cardinale Reginald Pole, fondatore e ispiratore del "Circolo degli Spirituli" o "Ecclesia Viterbiensis". Sotto l'altare maggiore, in un sarcofago marmoreo di Ercole Ferrata, sono conservate le reliquie di san Romano.
Altre importanti opere d'arte sono conservate nelle navate della chiesa e in sacrestia, in particolare i due sportelli di un trittico con i santi Romano e Tolomeo del Antonio del Massaro detto "Il Pastura" e quattro tele di uno smembrato apostolario dipinte da Mattia Preti.

### La cripta
La cripta ad oratorium risale all'XI secolo. È sorretta da 24 colonne di spoglio e paraste aggettanti lungo le pareti. Variegatissima la tipologia di capitelli, vero e proprio compendio del bestiario e del simbolismo tipico dell'arte medioevale.

### Il campanile
Realizzato nella sua forma attuale nel 1511 da Jacopo Ungarico da Caravaggio, dopo che la precedente torre campanaria in stile romanico-laziale era stata in parte abbattuta. È infatti ancora ben visibile la stratificazione delle murature. Appena sopra il tetto della navata, si nota la muratura medievale, con le due aperture tamponate e parte delle cornici a mattoncini di cotto appena sopra. Si innesta poi la muratura rinascimentale. La torre a tre ordini sovrapposti, consta di un basamento cieco e di due sovrastanti, caratterizzati da ampi archi a tutto sesto, affiancati da nicchie e specchiature. Un tempo una copertura a cuspide completava la struttura. Un fulmine la colpì abbattendola agli inizi del XX secolo. Al suo posto venne realizzato un semplice tetto a quattro spioventi.

## Curiosità
Nel 2023 all'interno del Duomo di Nepi è stata girata una scena di Rapito, l'ultima pellicola del maestro Marco Bellocchio che narra di una storia realmente accaduta nella seconda metà dell''800. La scena è quella in cui Edgardo ormai grande (Leonardo Maltese) viene costretto dal papa ad una penitenza (Paolo Pierobon ).